# Hans Welzel
Hans Welzel (Artern, 25 de março de 1904 - Andernach, 5 de maio de 1977), foi um jurista e filósofo do direito alemão.
Hans Welzel iniciou e concluiu os seus estudos na Universidade de Jena, entre 1923 e 1927, tendo uma breve passagem pela Universidade de Heidelberg durante tal período. Obteve o título de Doutor aos 24 anos, em 1928, com a tese Die Naturrechtslehre Samuel Pufendorfs (A doutrina do direito natural de Samuel Puffendorf). Em 1930 muda-se para Colônia para elaborar o seu trabalho de habilitação (Naturalismus und Wertphilosophie im Strafrecht - Naturalismo e filosofia dos valores no direito penal), sob a orientação de Gotthold Bohne. Um ano depois, em 1936, foi nomeado professor interino na Universidade de Göttingen, sendo promovido para professor extraordinário no ano seguinte, onde lecionou direito penal, direito processual penal, direito processual civil e filosofia do direito.
Em 1939, publicou Studien zum System des Strafrechts (Estudos Sobre o Sistema Penal), mostrando a silhueta de um sistema penal baseado na teoria finalista da ação. Posteriormente, em 1940, com uma produção considerável para a sua jovem idade, foi promovido ao cargo de professor ordinário da Universidade de Göttingen, onde teve contato com dois de seus futuros discípulos, Günter Stratenwerth e Armin Kaufmann. No mesmo ano publicou o famoso manual de direito penal Der Allgemeine Teil des deutschen Strafrechts in seinen Grundzügen (A parte geral do direito penal alemão em seus fundamentos), tendo como base os seus trabalhos anteriores.
Em 1940, com uma produção significativa para sua idade, foi nomeado professor . Mudou-se para a Universidade de Bonn em 1951, sucedendo Alexander Graf zu Dohna na cátedra de direito penal. Lá ensinou Direito Penal e Filosofia do Direito e se tornou o primeiro diretor do Instituto de Filosofia do Direito (Rechtsphilosophisches Seminar der Universität Bonn) daquela universidade.

## Doutrina da ação finalista
Para Welzel, toda ação humana, livre e consciente tem uma finalidade que se encerra na vontade da ação. É dirigida por uma vontade. Dado que o objeto de interesse do Direito Penal, segundo  Welzel, é  justamente a finalidade e intencionalidade da ação humana ou o comportamento humano que pode ser dirigido pela vontade de ação,  o exame acerca do problema do livre-arbítrio é necessário, tendo em vista ser ele o ponto de partida e o fundamento da culpabilidade – e, portanto, da imputabilidade e da responsabilidade jurídica. Há, portanto, estreita relação entre culpabilidade, livre-arbítrio, responsabilidade jurídica e a legitimidade do direito de punir, no pensamento  de Hans Welzel, assim como há uma estreita relação entre o direito e a moral na doutrina deste jusfilósofo,  de modo que  o Direito deve proteger e assegurar os valores ético- sociais mais importantes para a sociedade.

## Principais obras
- Naturalismus und Wertphilosophie im Strafrecht. Mannheim/Berlin/Leipzig: Deutsches Druck- u. Verlagshaus, 1936.
- Um die finale Handlungslehre: Eine Auseinandersetzung mit ihren Kritikern. Tübingen: Mohr, 1949.
- Naturrecht und materiale Gerechtigkeit. Göttingen: Vandenhoeck & Ruprecht, 1951.
- Das neue Bild des Strafrechtssystems: Eine Einführung in die finale Handlungslehre. Göttingen: Schwartz, 1951. (= El nuevo sistema de derecho penal: una introducción a la doctrina de la acción finalista. Tradução e notas de José Cerezo Mir. Buenos Aires/Montevidéu: B de F, 2004.)
- Das deutsche Strafrecht. 11. Auflage. Berlin: Walter de Gruyter Verlag, 1969. (Existe tradução da parte geral para o espanhol, feita por Juan Bustos Ramírez e Sergio Yáñez Pérez. El derecho penal alemán: parte general. 11. ed. Santiago: Editorial Jurídica de Chile, 1970.)